# Samuel Dalembert

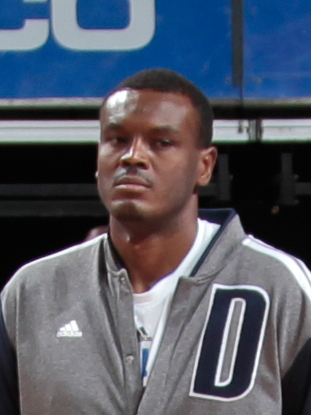
Samuel Dalembert em 2014

Samuel Davis Dalembert (Porto Príncipe, 10 de maio de 1981) é um basquetebolista canadense nascido no Haiti, o qual atualmente joga pelo Dallas Mavericks, da NBA. Venceu o J. Walter Kennedy Citizenship Award em 2010 por ajudar com as vítimas do Terremoto do Haiti.